# Piddovhe, Sokal
Piddovhe (în ucraineană Піддовге) este un sat în comuna Butînî din raionul Sokal, regiunea Liov, Ucraina.

## Demografie
Componența lingvistică a localității Piddovhe
     Ucraineană (100%)
Conform recensământului din 2001, toată populația localității Piddovhe era vorbitoare de ucraineană (100%).